# Solnitsata

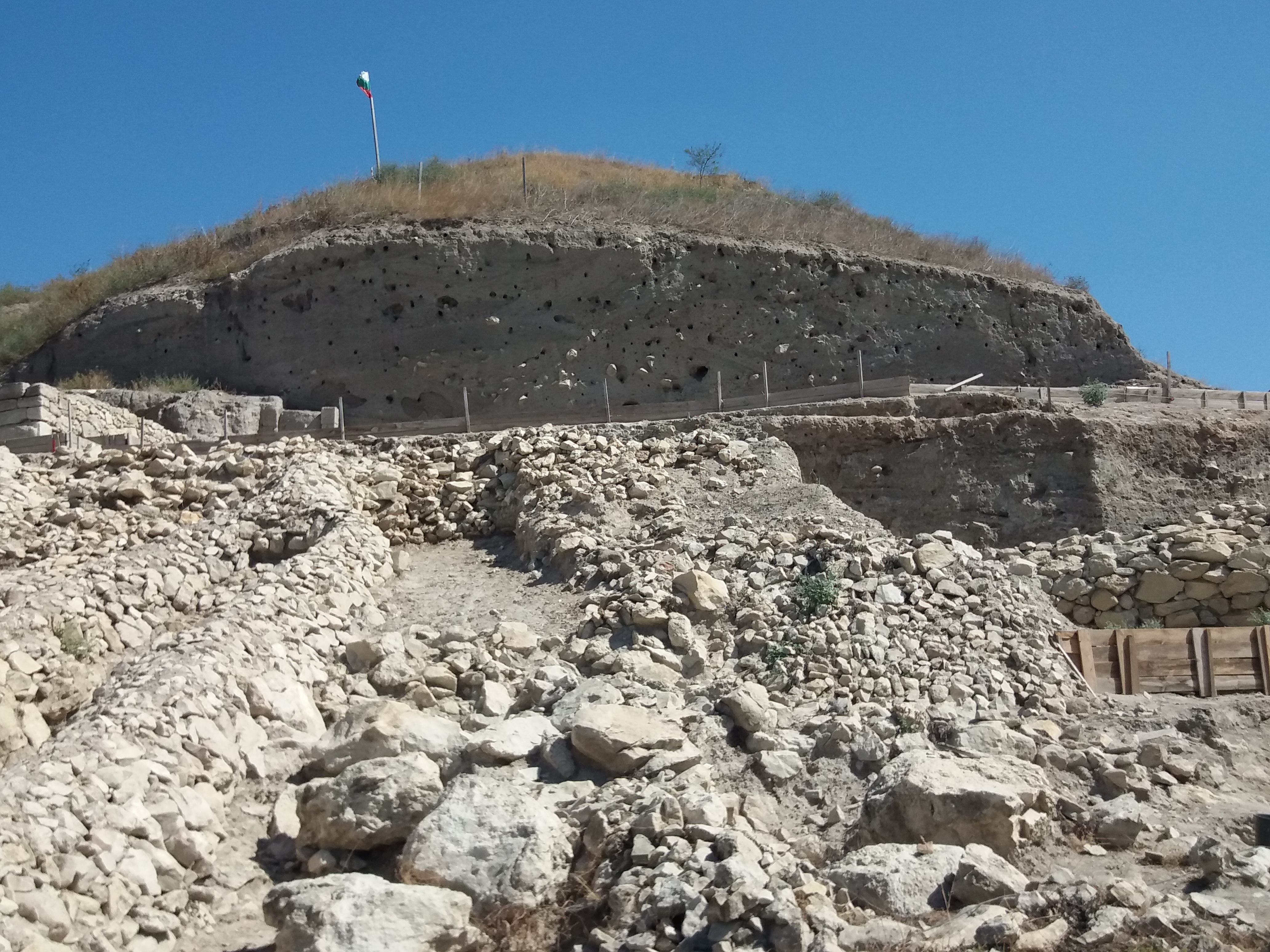
Ville néolithique de Solnitsata à proximité de Provadia (Bulgarie)

Solnitsata est le nom d'un village néolithique dont les vestiges ont été découverts près de Provadia, dans le nord-est de la Bulgarie.

## Historique
Les fouilles archéologiques, qui ont débuté en 2005, ont mis en évidence une petite bourgade entourée de murs, qui devaient protéger la production locale de sel, apparemment abondante dans cette région.

## Datation
Solnitsata date de 4 700 à 4 200 av. J.-C., c'est-à-dire du Néolithique moyen.

## Description
Solnitsata aurait compté 350 habitants environ.